# Тирдатова, Евгения Ильинична
Евгения Ильинична Тирдатова (25 марта 1951, Москва) — российский киновед, кинокритик, кинорежиссёр, сценаристка и кинопродюсер.

## Биография
Родилась 25 марта 1951 года в Москве в семье учительницы и военного. Училась в московской школе № 19, а также в расположенной в том же здании детской музыкальной школе по классу «фортепиано».
В 1968 году закончила Музыкальное училище имени Гнесиных и поступила в Государственный музыкально-педагогический институт имени Гнесиных, который с отличием закончила в 1972 году (мастерская Б. Левика), получив квалификацию «музыковед». Работала музыкальным редактором на Гостелерадио СССР.
В 1985 году получила второе высшее образование, с отличием окончив сценарно-киноведческий факультет Всесоюзного государственного института кинематографии (мастерская В. С. Колодяжной) по специальности «киноведение».
Член Европейской киноакадемии (EFA), Международной федерации кинопрессы (FIPRESCI), Российской академии кинематографических искусств «Ника».
Член Правления Союза кинематографистов России, вице-президент Гильдии киноведов и кинокритиков России.

### Деятельность в области киножурналистики и киноведения
С 1986 года начала регулярно публиковаться в журнале «Советский экран». C апреля 1987 года, по аналогии с молодёжной редакцией журнала «Театральная жизнь», в журнале «Советский экран» появилась так называемая «молодёжная редакция», которая независимо от «основной редакции» стала готовить несколько выпусков журнала в год. Главным редактором молодёжной редакции стал Пётр Черняев, а ответственным секретарём — Евгения Тирдатова (1987—1992). По словам кинокритика А. Шемякина, в «знаменитой молодёжной редакции „Советского экрана“ […] оттачивали перья и делали имена критики-восьмидесятники».
В 1991 году Евгения Тирдатова совместно с Петром Черняевым основала журнал «Кино-глаз. Искусство и бизнес» («Cine-eye») и стала его издателем и главным редактором. Журнал публиковался на русском и английском языках и распространялся на крупнейших фестивалях и кинорынках страны и мира. Основная идея журнала «Кино-глаз», отличавшая его от других российских журналов о кино, заключалась в том, что там принципиально не публиковались аналитические тексты и «светская хроника», предполагалось, что журнал должен был стать для читателя источником «исчерпывающих и достоверных сведений о состоянии российского кинобизнеса». Однако обстоятельства оказались против «Кино-глаза» — стихийная периодичность выхода номеров, зависящая от спорадических финансовых вливаний обесценивала деловую информацию, на публикации которой должен был существовать журнал. В 1997 году вышел последний выпуск журнала.
Позже Евгения Тирдатова работала в различных СМИ, посвящённых киноведению и кинобизнесу: российский корреспондент журнала «Moving Pictures» (1996), главный редактор журнала «Audio. Video. Бизнес» (1998). Также публиковалась в различных журналах и газетах по тематике киноведения: «Мнения», «Экран и сцена», «Культура», «Собеседник», «Независимая газета», «Литературная газета», «Русский курьер», «Известия», «Новые известия», «Московский комсомолец», «Вечерняя Москва», «Российская газета», «Парламентская газета» и др.
В настоящее время — постоянный автор отдела зарубежного кино газеты Союза кинематографистов России «СК Новости».

### Деятельность в сфере организации кинофестивалей и кинопремий
С 1995 года по настоящее время Евгения Тирдатова является членом Отборочной комиссии Московского международного кинофестиваля. С 2015 года — член Художественного совета ВКСР. Член экспертного совета кинопремии «Белый слон». Организатор и программный директор фестивалей: «Верное сердце», «Любить человека», «Лучезарный ангел», «Святая Анна», «Сталинградская сирень», кинофестиваля в Анакье и др. Член отборочной комиссии премии «Снято!».
Член жюри международных кинофестивалей: 49-го Каннского кинофестиваля (1996), 55-го и 59-го Венецианского кинофестиваля (1998, 2002), 27-го Гентского международного кинофестиваля (2000), XVIII Международного кинофестиваля в Дакке (2020). Также являлась членом жюри следующих международных фестивалей: Берлинского кинофестиваля, кинофестиваля «Молодость», Международного кинофестиваля «Победили вместе», Мотовунского кинофестиваля, кинофестиваля в Скопье, Международного стамбульского кинофестиваля, кинофестиваля детских фильмов «Сказка» и др.
Художественный руководитель премии молодых продюсеров «Снято!». Режиссёр церемоний вручения профессиональных призов Гильдии киноведов и кинокритиков РФ. Программный директор фестиваля архивного кино «Золотая фильмотека».

### Деятельность в сфере кинопроизводства
С начала 2000-х ведёт активную деятельность кинопродюсера, а позже киносценариста и кинорежиссёра, автора художественных и документальных фильмов. Картины, снятые при участии Евгении Тирдатовой, получили более пятидесяти национальных и международных призов. В 2007 и 2012 годах художественные фильмы «Сундук предков» (режиссёр Нурбек Эген, генеральный продюсер Евгения Тирдатова) и «Пустой дом» (режиссёр Нурбек Эген, продюсер и сценаристка Евгения Тирдатова) выдвигались на премию «Оскар» за лучший фильм на иностранном языке от Киргизии.
Также Евгенией Тирдатовой в 2002 году была основана кинокомпания «Киноглаз», которая существует и в настоящее время.

### Педагогическая деятельность
Доцент кафедры киноведения сценарно-киноведческого факультета Всероссийского государственного института кинематографии имени С. А. Герасимова, также читает курсы по истории мирового кино на Высших курсах сценаристов и режиссёров, в Театральном институте имени Б. Щукина и в Российской государственной специализированной академии искусств.

## Награды, премии
- 1991 — главный приз «Золотой сестерций» XXII Международного фестиваля документального кино в Нионе, а также приз экуменического жюри за картину «Ваш «уходящий объект» Леонид Оболенский».[35]
- 1993 — премия Ассоциации кинопродюсеров РФ «Золотая шляпа»[20].
- 2001 — специальный приз премии «Молодой актёр» (англ. Young Artist Award) в номинации «Best Short Foreign Film» за фильм «Санжыра»[36].
- 2005 — специальный диплом Большого жюри кинофестиваля «Киношок» «за продюсерский дебют в полнометражном кино» за картину «Сундук предков»[37][38].
- 2006 — специальный приз премии «Молодой актёр» (англ. Young Artist Award) в номинации «Outstanding International Drama» за фильм «Сундук предков»[39].
- 2006 — премия «Слон» Гильдии киноведов и кинокритиков России за энциклопедию «Первый век нашего кино: Фильмы. События. Герои. Документы» (совместно с К. Разлоговым)[40].
- 2008 — специальный приз и диплом Международного кинофестиваля семейных и детских фильмов «Верное сердце» за сценарий фильма «Сезон туманов» (совместно с А. Чернаковой)[41].
- 2016 — главный приз конкурса «Игровое кино. Копродукция» Фестиваля российского кино «Окно в Европу» за фильм «Рудольф Нуреев. Остров его мечты»[42].
- 2017 — кинопремия «Белый слон» (2016), приз Гильдии киноведов и кинокритиков РФ за фильм «Рудольф Нуреев. Остров его мечты»[43][44].

## Семья
- Муж — Владимир Витальевич Тирдатов, музыковед и переводчик (1947—2011)[45].
- Дочь — Екатерина Владимировна Тирдатова, сценаристка (род. в 1977 году)[46].

## Фильмография

### Художественные и документальные фильмы
| Год  | Фильм                                   | Режиссёр  | Сценарист | Продюсер  | Тип фильма     | Примечание                                                                                    |
| ---- | --------------------------------------- | --------- | --------- | --------- | -------------- | --------------------------------------------------------------------------------------------- |
| 1990 | Ваш «уходящий объект» Леонид Оболенский |           | зелёная ✓ |           | Документальный | В соавторстве с П. Черняевым                                                                  |
| 2001 | Санжыра                                 |           |           | зелёная ✓ | Художественный | Короткометражный. Совместно с П. Черняевым                                                    |
| 2002 | Змей                                    |           |           | зелёная ✓ | Художественный |                                                                                               |
| 2004 | Ангел на обочине                        |           |           | зелёная ✓ | Художественный | Совместно с В. Арбузовой-Кулиш и А. Гискиным                                                  |
| 2005 | Сундук предков                          |           |           | зелёная ✓ | Художественный | Генеральный продюсер                                                                          |
| 2006 | Прощайте, Канны!                        |           | зелёная ✓ |           | Документальный |                                                                                               |
| 2008 | Сезон туманов                           |           | зелёная ✓ | зелёная ✓ | Художественный | Сценарий в соавторстве с А. Чернаковой Продюсирование совместно с П. Черняевым и Н. Маккартни |
| 2010 | Зона турбулентности                     | зелёная ✓ | зелёная ✓ |           | Художественный |                                                                                               |
| 2010 | Романовы. Великая династия              |           | зелёная ✓ |           | Художественный | Короткометражный                                                                              |
| 2010 | Дети Манаса                             |           |           | зелёная ✓ | Документальный |                                                                                               |
| 2012 | Пустой дом                              |           |           | зелёная ✓ | Художественный |                                                                                               |
| 2013 | Метель                                  |           |           | зелёная ✓ | Художественный |                                                                                               |
| 2014 | Швейцар                                 |           | зелёная ✓ |           | Художественный | В соавторстве с А. Яхнисом                                                                    |
| 2015 | Мамаев курган: Память поколений         | зелёная ✓ | зелёная ✓ | зелёная ✓ | Документальный |                                                                                               |
| 2015 | Необыкновенные люди                     |           |           | зелёная ✓ | Документальный |                                                                                               |
| 2016 | Рудольф Нуреев. Остров его мечты        | зелёная ✓ | зелёная ✓ | зелёная ✓ | Документальный |                                                                                               |
| 2016 | Имя Рокоссовский                        | зелёная ✓ | зелёная ✓ | зелёная ✓ | Документальный |                                                                                               |
| 2016 | Кавказа гордые главы                    | зелёная ✓ | зелёная ✓ |           | Документальный |                                                                                               |
| 2018 | Просто Серёжа                           | зелёная ✓ | зелёная ✓ | зелёная ✓ | Документальный |                                                                                               |
| TBA  | Дети мировой революции                  | зелёная ✓ | зелёная ✓ |           | Документальный |                                                                                               |

### Автор диафильмов
- 1985 — Жан Габен[47]
- 1986 — Григорий Козинцев[48]

## Публикации

### Книги
- Тирдатова Е. И. Пёстрая лента. — М.: Сам Полиграфист, 2020. — 343 с. ISBN 978-5-00166-138-2
- Разлогов К. Э., Тирдатова Е. И. Первый век нашего кино: Фильмы. События. Герои. Документы. Энциклопедия — М.: Локид-Пресс, Российский институт культурологи, Национальная академия кинематографических искусства и наук России, 2006. — 910 с. — ISBN 5-98601-027-2.
- Тирдатова Е. И. Генри Фонда — М.: Всесоюзное творческо-производственное объединение «Киноцентр», 1989. — 52 с.

### Некоторые статьи
- Тирдатова Е. Женская рука – владыка. // «Экран и сцена», 5 августа 2021.
- Тирдатова Е. Плюем на Круазетт. // Газета «СК-Новости», № 7-8 (405-406), 26 июля 2021.
- Тирдатова Е. Теснота и куар-коды на Круазетт. // «Экран и сцена», 15 июля 2021.
- Тирдатова Е. Жаркое лето в Канне. // «Экран и сцена», 24 июня 2021.
- Тирдатова Е. Поцелуев не будет, или А ВОЗ и ныне там. // Газета «СК-Новости», № 6 (404), 21 июня 2021.
- Тирдатова Е. Задумчивый голос Монтана. // Газета «СК-Новости», № 5 (403), 24 мая 2021.
- Тирдатова Е. Русский авангард на Берлинале. // Газета «СК-Новости», № 4 (402), 19 апреля 2021.
- Тирдатова Е. Маска, я тебя (не) знаю. // «Экран и сцена», 24 марта 2021.
- Тирдатова Е. Роттердам, Берлин. Глубоко личные фильмы. // Газета «СК-Новости», № 3 (401), 22 марта 2021.
- Тирдатова Е. Роттердам: нить Ариадны. // «Экран и сцена», 25 февраля 2021.
- Тирдатова Е. Семейка Росси зажигает. // «Экран и сцена», 10 февраля 2021.
- Тирдатова Е. Любовь и серфинг. // «Экран и сцена», 13 февраля 2020.
- Тирдатова Е. Мечты байкеров, рэперов и саксофонистов. // «Экран и сцена», 13 февраля 2020.
- Тирдатова Е. Однажды в Венеции. // «Экран и сцена», 26 сентября 2019.
- Тирдатова Е. Сандэнс уже не кид. // «Экран и сцена», 15 февраля 2019.
- Тирдатова Е. Всё лучшее — женщинам. // «Экран и сцена», 20 мая 2017.
- Тирдатова Е. Сиреневый туман. // «Литературная газета», № 8 (6108) 28 февраля — 6 марта 2007.
- Тирдатова Е. Павел Лунгин: «Хочу снять коммерческий фильм». // «Вечерняя Москва», 10 января 2007.
- Тирдатова Е. В присутствии Бергмана. // «Вечерняя Москва», 19 октября 2006.
- Тирдатова Е. Брак «Крепкого орешка» дал трещину. // «Вечерняя Москва», 11 октября 2006.
- Тирдатова Е. «Русский ковчег» уехал пустым, а золотая пальма досталась пианисту. // «Вечерняя Москва», 4 мая 2005.